# دولينسكا
دولينسكا (Долинська) هي مدينة في محافظة كيروفوهراد في أوكرانيا.
يبلغ عدد سكانها حوالي 34267 نسمة.